# Avraham Granot
Avraham Granot (hebrejsky: אברהם גרנות, rodným jménem Abraham Granovsky; 18. června 1890 – 5. července 1962) byl sionistický aktivista, izraelský politik, ekonom a signatář izraelské deklarace nezávislosti. Měl významný vliv na utváření zemědělské politiky Izraele.

## Biografie
Narodil se ve městě Florești v Besarábii v Ruském impériu (dnešní Moldavsko). Studoval na telavivském gymnáziu Herzlija a v roce 1911 vycestoval do Švýcarska, kde vystudoval právo a politickou ekonomii na Fribourské a Laussanské univerzitě. Doktorát z práva získal v roce 1917.

### Politická kariéra
V roce 1919 začal pracovat pro Židovský národní fond v Haagu a o tři roky později byl pracovně přemístěn do Jeruzaléma. V roce 1925 oficiálně podnikl aliju do britské mandátní Palestiny, kde přednášel agropolitiku na Hebrejské univerzitě v Jeruzalémě. V roce 1940 byl jmenován generálním ředitelem Židovského národního fondu.
Vstoupil do strany Nová alija a stal se jedním ze signatářů izraelské deklarace nezávislosti (1948). O rok později byl v prvních parlamentních volbách zvolen poslancem Knesetu za Progresivní stranu (nástupnice strany Nová alija, kterou Granovsky pomohl založit). Během funkčního období prvního Knesetu předsedal parlamentnímu finančnímu výboru. Svůj poslanecký mandát obhájil v následujících volbách v roce 1951, avšak již šest týdnů po nich rezignoval. Řídil řadu veřejných korporací a byl členem správních rad Hebrejské univerzity či Weizmannova institutu věd.
V roce 1960 byl zvolen předsedou správní rady Židovského národního fondu.
Na jeho počest byla jeho jménem pojmenována jeruzalémská čtvrť Neve Granot, nacházející se poblíž Izraelského muzea. Hlavní ulicí této čtvrti je ulice Avrahama Granota.

## Vybrané dílo
- Land Problems in Palestine (1926)
- Land Taxation in Palestine (1927)
- Land and the Jewish Reconstruction in Palestine (1931)
- The Fiscal System in Palestine (1952)
- Agrarian Reform and the Record of Israel (1956)